# Credo EN 12
A Credo EN 12 autóbuszt a Krankovics István tulajdonában álló győri Kravtex-Kühne Csoport gyártotta. Városi, vagy elővárosi alkalmazásra szánt, alacsony belépésű típuscsaládjának 11,8 m hosszú változata volt. Két utasajtóval rendelkezik, melyek közül az első egyfelszállósávos, a második teljes szélességű. A típus legelső példánya ajtóelrendezésében különbözik a többitől, ugyanis első ajtaja kétszárnyú bolygóajtó helyett egyszárnyú lengőajtó.
A típus megtalálható Győr és Sopron elővárosi és helyközi közlekedésében.
A típusból összesen 62 példány készült, ezek hat kivételével mind elővárosi forgalomban vesznek részt. Hajdúböszörmény városa kettő, míg Siófok négy példányt városi forgalomban üzemeltet. Mind az 57-et a Volánbusz Zrt. üzemelteti. Egy jármű került selejtezésre 2019-ben.  A siófoki példányok 2023. januárban selejtezésre kerültek.
A buszok a Credo többi 19,5"-os abroncsokkal felszerelt típusához hasonlóan 2011 óta Rába futóművekkel készülnek.
A típus utóda a Credo Econell 12, ami 2011-ben váltotta az EN12-t.

## Lásd még
- Credo Econell 12
- Credo EN 9,5
- Credo BN 12
- Credo BN 18
- Credo EN 18